# 普拉克塞德斯·马特奥·萨加斯塔
普拉克塞德斯·马里亚诺·马特奥·萨加斯塔-埃斯科拉尔（西班牙語：Práxedes Mariano Mateo Sagasta y Escolar，1825年7月21日—1903年1月5日) ，西班牙政治家、土木工程师。他是西班牙自由党的创始人，七次担任首相，在19世纪末至20世纪初与保守党党首安东尼奥·卡诺瓦斯·德尔卡斯蒂略轮流执政，以雄辩闻名于世。

## 早年生涯
1825年7月21日出生于拉里奥哈自治区托雷西利艾恩卡梅罗斯镇的一个商人家庭，是家里的第三个孩子。1849年毕业于马德里工程学院（现马德里理工大学）。此后成为工程师，参与西班牙北部的公路和铁路建设。1857年在新成立的西班牙公共工程学院担任地理与建筑系教授。1858年被任命为系副主任，同时被选为立宪会议萨莫拉省代表。1857年参与自由派报纸《伊比利亚报》的编辑。1865年开始与普利姆将军合作，策划推翻伊莎贝尔二世的兵变。1866年圣吉尔兵营起义失败，萨加斯塔被免去教职，此后流亡法国。1868年光荣革命后返回西班牙，进入政界。

## 六年民主时期 （1868—1874）
1868年革命成功后，萨加斯塔返回西班牙，在塞拉诺内阁中担任内政大臣。1870年普利姆将军去世后成为立宪党成员。1871年阿玛迪奥一世即位，萨加斯塔第一次担任首相。1874年9月至12月担任西班牙第一共和国总理。在此期间，西班牙沉浸在无数的社会和政治危机中。萨加斯塔作为立宪党的领袖保护了许多进步主义者。

## 波旁王朝复辟
1874年西班牙波旁王朝复辟，阿方索十二世成为新国王。萨加斯塔在1880年成立了自由党并担任党首，与同时期的保守党党首卡诺瓦斯轮流执政。这一时期萨加斯塔政府发动了对国际主义者的迫害。他将第一国际定性为“犯罪的哲学乌托邦”。1881年9月至1883年7月任众议院议长。
1885年11月24日，阿方索十二世驾崩。在国王驾崩前夕，萨加斯塔领导的自由党与卡诺瓦斯领导的保守党签署《埃尔帕多条约》。两党共同支持皇后玛丽亚·克里斯蒂娜（怀有遗腹子阿方索十三世）作为太后摄政，以保证国王驾崩情况下君主立宪制的延续。条约规定了两党的轮流执政，卡诺瓦斯承诺将权利移交给萨加斯塔的自由党，以换取他们对《1876年宪法》的遵守。11月27日，萨加斯塔根据条约组阁。两党轮流执政体制一直持续到1909年。
萨加斯塔在1898年爆发的美西战争期间担任首相，他最终没能阻止西班牙的失败。1898年美西两国签署《巴黎条约》，西班牙失去了古巴、波多黎各、菲律宾和关岛等殖民地。由于战败，萨加斯塔引咎辞职。但在1901年至1902年最后一次担任首相。
1903年1月5日于马德里逝世，享年77岁。葬于马德里名人墓地。

## 个人生活
1850年，萨加斯塔与一位军人尼古拉斯·阿巴德·阿隆索的妻子安吉拉·维达尔·埃雷罗（两人于1844年结婚）产生婚外情，并育有两子。1885年安吉拉丈夫去世，萨加斯塔与她结婚。安吉拉于1897年因脑淤血去世。
萨加斯塔是西班牙皇家科学院成员，也曾是西班牙共济会会员，但在1894年宣布退出。

## 荣誉
- 西班牙金羊毛骑士团勋章
- 耶路撒冷圣墓骑士团第一任执达吏
- 西班牙卡洛斯三世勋章
- 西班牙慈善勋章
- 意大利圣莫里斯和拉撒路勋章
- 葡萄牙基督勋章
- 葡萄牙基督勋章
- 葡萄牙比利亚维西奥萨受孕圣母勋章
- 法国荣誉军团勋章
- 比利时利奥波德大十字勋章
- 大清御赐双龙宝星
- 奥斯曼帝国荣誉勋章
- 波斯太阳与狮子勋章
- 委内瑞拉解放者勋章
- 巴西皇家玫瑰勋章
- 瑞典极地之星骑士大十字勋章
- 奥地利利奥波德大十字勋章